# あげまん (映画)
『あげまん』は、1990年に公開された日本映画。伊丹プロダクション制作、東宝配給。監督・脚本は『マルサの女』『マルサの女2』で大ヒットを記録した伊丹十三で、主演は宮本信子。
愛した男になぜかツキをもたらす芸者上がりの「あげまん」・ナヨコ（宮本）と、彼女に翻弄される男たちの姿を描く。この映画により、「あげまん」は当時の流行語になった。宮本信子の小唄の師匠の話を伊丹十三が聞き映画化、飯島早苗脚本、井上思の演出で舞台化もされた。

## あらすじ
置屋の芸者修行を終えたナヨコは18歳で半玉となった後、酒席の客の坊さんに見初められて水揚げされる。ナヨコが坊さんに尽くすと徐々に僧位が上がり、その傍ら彼女は短大に入ってビジネスを学び始める。3年後坊さんは亡くなるが、ナヨコは彼の母から「あんたは連れ添った男の運を開く“あげまん”だ」と感謝される。ナヨコは“一ツ橋銀行”で働き始め、新しい恋愛を望みながらもいい出会いがないまま10年が過ぎる。
ある日結婚相談所を訪れたナヨコは、職員から投資家の老人・大倉善武を紹介され、幸運を欲していた彼からあげまんの素質を気に入られる。その頃一ツ橋銀行の支店長・鈴木主水は、大得意先を父に持つ恋人の機嫌を損ねて破局し、頭取・千々岩から左遷されそうになる。しかし千々岩と親しいナヨコが怒りを収めたことで主水は事なきを得、主水と気が合った彼女は交際することを決めて大倉との結婚話を丁重に断る。
主水はナヨコとの交際を機に運が上昇し始め、別支店に異動すると彼女の助言により成績をぐんぐん伸ばしていく。しかし1年後千々岩から大得意先の令嬢である元恋人とよりを戻すことを条件に本店への栄転話をされた主水は、出世に目が眩みあっさりナヨコを捨ててしまう。傷心したナヨコは大倉と酒を飲み、「お前を大事にする」と言ってくれた彼の邸宅で暮らすことを決める。銀行を辞めたナヨコは、大倉が始めた置屋で再び芸者として働き出すと経営はすぐに軌道に乗り大いに繁盛する。
大倉は実は陰で日本の政界を動かしていたが、ある日次期総理のポストを狙う大物政治家・鶴丸から10億円の資金調達を頼まれる。大倉は鶴丸のために裏から手を回して千々岩に帳簿に乗せない形で融資を指示し、千々岩からその処理を命じられた主水は不正処理をやり遂げる。鶴丸のライバルの政治家・犬飼は大倉からあげまんのナヨコのことを聞いて言い寄っていたが、ある日鶴丸の秘密を知る。犬飼は大倉にその秘密を話す代わりにナヨコと一晩付き合うことを条件に出し、要求を飲んだ大倉は「鶴丸は大病を患っている」との話を聞く。
犬飼の言った通りその後鶴丸は病に倒れるが、ナヨコを裏切った途端大倉はバチが当たったのか持病が悪化して入院してしまう。一方大金が回収不能になることを恐れた主水は運を引き寄せようと、性懲りもなくナヨコに再会して復縁を迫る。しかしナヨコは「もう男は懲り懲り。“さいなら”」と軽くあしらい主水のもとを去って行き、結局鶴丸の10億円は貸し倒れとなってしまう。主水は千々岩に侘びに銀行に訪れるが、責任の所在を巡って激しい口論となる。千々岩に横領の罪を着せられ、警備員に取り押さえられかけたその時、10億円の札束を担いだナヨコが主水の前に現れた。

## キャスト
ナヨコ
演 - 宮本信子
あげまんの素質があるとされる芸者。芸者としての名前は“なよきち”。元捨て子で養父母に育てられた後、置屋での修業を経て芸者となった18歳の頃に僧侶・多聞院に水揚げされ、短大入学後は昼間にビジネスを学びながら夕方から芸者として働き、夜は多聞院との生活を送る。21歳の頃に亡き多聞院の母から邸宅と彼の遺産を譲り受け、一ツ橋銀行の秘書に転職する。30歳を過ぎた頃に結婚相談所に訪れる。その後再び芸者に戻る。明るい真面目な性格で物事の飲み込みが早く、恋愛に関しては男に尽くすタイプ。観察力に優れおり、その場の状況を瞬時に把握したり相手がどういう人物かを見抜くことに長けている。
鈴木主水（もんど）
演 - 津川雅彦
一ツ橋銀行の三ツ浜支店長。ナヨコと知り合う直前に融資先の倒産、部下が集金袋をひったくられるなど不運が続いた後、たまたま乗り合わせた満員電車で彼女に痴漢と間違えられて知り合う。ナヨコからは陰で「仕事では二番手タイプ」と評されている。“みなとまち支店”の支店長として異動した後業績を伸ばして本店に異動となる。調子のいい性格で打算的な所があり、女好きで以前から恋人がいながら複数の女性との浮気を繰り返している。
大倉善武（ぜんぶ）
演 - 島田正吾
物腰の柔らかい老人だが、実は日本の政治を陰で動かしている大物フィクサー。肩まで伸びた白髪に、隻眼なのか左目に黒い眼帯をしている。普段は株取引で儲けており、3億円ほどの大金を邸宅に保管している。寿に「運がある女」を探してもらっていた所ナヨコを紹介され、「菩薩のようないい女」「あげまんの相がある」として気に入る。その後置屋の経営を始め、一緒に暮らし始めたナヨコから、“お父さん”と呼ばれるようになる。大好物は葛切り。以前から呼吸器系の持病があり、自宅には発作が起きた時の酸素ボンベを置いて時々使っている。
千々岩頭取（ちぢいわ）
演 - 大滝秀治
一ツ橋銀行の頭取。ナヨコの人を見抜く力を信頼している。ナヨコが多聞院と結婚した頃に彼の母を通じて知り合う。それ以来、多聞院亡き後のナヨコを銀行で雇ったり見合い話を持ってくるなど気にかけている。これまで主水に目をかけてきたが、銀行の得意先の娘と付き合う彼との恋愛のゴタゴタに気を揉む。

### ナヨコが銀行勤めをする前の主な関係者
養母
演 - 菅井きん
鍛冶屋をする夫と2人暮らし。近所にある子育稲荷神社で赤ん坊だったナヨコを見つけ、親代わりとなって彼女を実の子のように大事に育てる。ナヨコという名前は、神社に捨てられていたのが7月4日だったことにちなんで名付けた。夫共々若くないということもあり、ナヨコの将来を考えて中学生の彼女を芸者の置屋に預けることを決める。
雛子
演 - 三田和代
冒頭の置屋の女将らしき女性。置屋で暮らすことになったナヨコを一人前の芸者に育て上げるべく、着物の着方、礼儀作法、三味線や歌などを愛情を持ちながらも厳しく教え始める。
多聞院
演 - 金田龍之介
僧侶。62歳。ナヨコを見初めて置屋に水揚げの許可を申し出る。年齢もあり勃起不全でコンプレックスを感じており、夜の行為はナヨコの体を手で撫でるだけで我慢している。
多聞院の母リン
演 - 一の宮あつ子
一ツ橋銀行に口座を持っており千々岩とも親しくしている。高齢だが、今でも多聞院を「あの子」呼ばわりして溺愛している。水揚げ前のナヨコに自宅を充てがい、多聞院と暮らすための注意事項を伝える。多聞院の死後、若くして息子に尽くしたナヨコに感謝の念を伝えて家の権利書と息子が残した財産を渡し、新しい男を見つけて幸せになるよう彼女に助言する。

### 主水と関わる女たち
瑛子
演 - MITSUKO
主水の恋人。千々岩を「おじちゃま」と呼び慕っている。主水のためを思って仕事に口を出すが、彼から余計なことをしないよう言われている。離婚歴があり、前夫とは1ヶ月の夫婦生活で別れた。高級志向の派手好きで怒ると気性が荒い性格。父親は、一ツ橋銀行をメインバンクにしている大得意な取引相手。
純子
演 - 洞口依子
主水の愛人。ただし、他の浮気相手と違い主水から「君は僕の恋人」との言葉を信じており、自身が愛人であることは知らない。数日前から主水にほったらかしにされているように感じて彼に愚痴をこぼす。趣味は編み物で、主水に手編みのマフラーなどを時々渡している。
サヨリさん
演 - 南麻衣子
主水の愛人。喫茶店の店員。ある日喫茶店で客として来た主水が純子に泣きつかれるやり取りを、レジ係をしながら様子をうかがう。性行為中に以前より主水の体重が増えたことに気づく。
毛皮屋の女主人
演 - 高瀬春奈
主水の愛人。サヨリさんが働く喫茶店の隣に店を構える。瑛子の誕生日を忘れていた主水が、慌てて店にプレゼントを買いに来る。ナヨコと付き合ってからも、隠れて時々関係を持つ。

### 政治家
総理
演 - 東野英治郎
総理大臣。ナヨコが芸者に戻った頃に大倉の置屋に訪れ芸者遊びをしに来る。高齢ということもあり、両脇を人に支えられていないとしっかり歩けない状態。総理を辞めた後に“地球環境研究会”を設立して国のために尽くすつもりで、総理になることを望む鶴丸に大倉経由でその資金総額100億円のうちの10億円を用意するよう条件を出す。
鶴丸国男
演 - 北村和夫
与党幹事長。かねてより政財界のフィクサーである大倉から様々な協力を得ている。総理大臣の座に強く固執しており、大倉を通して現総理にポストを譲ってもらう約束を取り付ける。しかし、しばらくして末期の肝臓癌に冒されていることが判明する。
犬飼
演 - 宝田明
鶴丸とライバルの政治家。「次の次の総理」と言われる存在。芸者に戻ったナヨコと料亭の席で出会い、大倉から「彼女はあげまん」という話を聞いて彼女に興味を持つ。女を口説く時に「ホテルに料亭の弁当を届けてほしい」というのがお約束。日常的に品のない言動をしている。ナヨコを騙すようにして男女の関係を持とうとする。

### その他の人たち
料亭のおかみ
演 - 杉山とく子
上客である多聞院が、踊る芸者のナヨコを見初めて「彼女を水揚げしたい」との申し出を聞く。
多聞院の女房
演 - 横山道代
多聞院の死後、リンに付き添ってナヨコのもとに向かい夫の遺言や遺産の受け渡しを見守る。
多聞院の坊さん仲間
演 - 坊さん甲（北見治一）、坊さん乙（久保晶）
多聞院と結婚したナヨコに、夫婦の夜の営みについて質問する。性交の経験がないナヨコの前で乙の股間に甲が男性器に見立てた腕を通してやかんをぶら下げて面白おかしく歩き回る。
瀬川菊之丞
演 - 加藤善博
人気の歌舞伎役者。近々開催予定のパリ公演の挨拶のため千々岩の元を訪問するが、実は彼と同性愛関係にある。
寿（ことぶき）
演 - 橋爪功
コンピューターを使った結婚相談所「コンピューター・デーティングサービス」の職員。コンピューターが選んだ相性のいい男女に出会いを提供している。満員電車でナヨコと主水の“痴漢騒ぎ”をそばで目撃したことで彼女と知り合う。ナヨコの結婚相手探しに協力し、コンピューターが選んだ大倉を紹介する。
タクシーの運転手
演 - 里木佐甫良
ある時タクシーに乗ってきたナヨコが同乗する寿から今思っていることを口に出すよう言われて、「男がほしい！」と叫んだため驚く。
蛭田（ひるた）次長
演 - 矢野宣
一ツ橋銀行の港町支店勤務。赴任してきた主水の部下となる。表向きは主水に愛想よく振る舞っているが、裏では他人の行いを上司たちに告げ口して得点稼ぎをするタイプ。
夢の首斬役人
演 - 不破万作
主水が見る悪夢に登場する人物。30人ほどの集団で主水を追いかけ、彼を捕まえて長刀で斬首しようとする。
カメラの男
演 - 上田耕一
大倉の関係者か探偵らしき人物。大倉から千々岩の弱みを握るよう指示を受け、後日千々岩の後をつけて彼のプライベートをカメラで隠し撮りする。
清香（きよか）
演 - 黒田福美
大倉の置屋の芸者。芸者遊びに来た犬飼の相手をした所彼から「ホテルに弁当を届けてほしい」と口説かれ、「先生もワンパターンね」と声を上げて笑う。
医者（犬飼の弟）
演 - 押阪忍
体調不良になった鶴丸を病院で診察する。犬飼に鶴丸の診察結果をこっそり教えてしまう。

## スタッフ
- 製作 - 玉置泰
- 監督・脚本 - 伊丹十三
- プロデューサー - 細越省吾
- 撮影 - 山崎善弘（J.S.C.）
- 照明 - 加藤松作
- 録音 - 小野寺修
- 美術 - 中村州志
- 編集 - 鈴木晄
- 音楽 - 本多俊之
- 音楽プロデューサー - 立川直樹
- キャスティング - 笹岡幸三郎（N.C.P.）
- グラフィック・デザイン - 佐村憲一
- 助監督 - 久保田延廣
- 製作担当 - 川崎隆
- 録音効果 - 斉藤昌利（東洋音響カモメ）
- メイク - 小沼みどり
- かつら - 銀座岡米かつら
- 衣装 - 時代布池田
- 衣装考証 - 山田玲子
- 振付 - 猿若清三郎
- 指導 - 猿若清方、赤坂・育子
- 製作協力 - 細越省吾事務所
- 伊丹プロダクション作品

## ロケーション
物語中盤に登場するお座敷は、取り壊されてビルになる前の赤坂の料亭たん熊が使用された。また政界の大物である大倉善武の屋敷は、護国寺の月光殿（重要文化財）が使われた。ほかに日枝神社 (千代田区)境内、ホテル虎ノ門パストラル、飯田橋ホテルエドモント、原宿パレフランセ、綱町三井倶楽部(映子の家)、森稲荷神社 (東京都中央区佃)、渋谷EX、日本橋北陸銀行(現在の東京支店に当たる店舗だが、2019年に日本橋室町三井タワーに移転している)、日比谷東宝本社屋上などが使われた。